# Ninoe longibranchia
Ninoe longibranchia är en ringmaskart som beskrevs av Fauchald 1972. Ninoe longibranchia ingår i släktet Ninoe och familjen Lumbrineridae. Inga underarter finns listade i Catalogue of Life.